# Anatóli Lunatcharski
Anatoli Vasilevitch Lunatcharski (em russo: Анатолий Васильевич Луначарский) (Poltava, 23 de novembro de 1875 - Menton, 26 de dezembro de 1933) foi um dramaturgo, crítico literário e político soviético, membro do Partido Comunista da URSS e da tendência bolchevique durante a Revolução Russa de 1917. Ele foi responsável pelas políticas públicas revolucionárias para a Educação, como o likbez. Foi também um dos principais teóricos da Construção de Deus.

## Biografia

### Primeiros anos
Lunatcharski nasceu em Poltava, Ucrânia, Império Russo, filho ilegítimo de Aleksandr Antonov e Aleksandra Lunatcharskaia, a sua mãe era casada com o estadista Vasili Lunatcharski, que deu patronímico e sobrenome à criança, embora depois Aleksandra terminou divorciando-se de Vasili Lunatcharski e casando com Antonov. 
Lunatcharski contactou com círculos marxistas durante a adolescência. Conseguiu estudar na Universidade de Zurique durante dois anos, mas não se graduou. Porém, durante a sua estância em Zurique, conheceu socialistas como Leo Jogiches e Roza Luksemburg e aderiu ao Partido Operário Social-Democrata Russo (POSDR). 
Em 1903, ele posicionou-se do lado dos bolcheviques, encabeçados por Lenin e contra os mencheviques encabeçados por Julius Martov na fratura que se produziu no II Congresso do Partido. Mais tarde, em 1908, quando a própria facção bolchevique sofreu uma cisão entre os seguidores de Lenin e os de Aleksandr Bogdanov, Lunatcharski posicionou-se do lado de Bogdanov. 

### Início da preocupação educativa
Ao ano seguinte, em 1909, uniu-se ao  Bogdanov e a Maksim Gorki na Itália para colaborar na criação de uma escola para operários socialistas russos em Capri, onde ministrou aulas até o traslado da própria escola, em 1910, à cidade de Bolonha, onde também se incorpora Mikhail Pokrovski, e onde Lunatcharski continuou a trabalhar até 1911. Em 1913, marcha a Paris, onde funda o seu "Círculo de Cultura Proletária". 
Durante a época da Primeira Guerra Mundial, Lunatcharski adotou uma posição internacionalista e oposta à guerra, o que favoreceu a sua nova convergência com os principais vultos do bolchevismo: Lenin e Lev Trotski. Em 1915, o próprio Lunatcharski, junto com Pavel Lebedev-Polianski reiniciam a publicação do jornal social-democrata Avante (Вперёд), com especial ênfase na "cultura proletária".

### Revolução e Narkompros
Após a Revolução de Fevereiro de 1917, Lunatcharski regressou à Rússia para preparar o confronto contra o Governo Provisório Russo de Aleksandr Kerenski. Após a Revolução de Outubro desse ano, Lunatcharski foi nomeado Comissário do Povo de Educação (Narkompros) no primeiro governo soviético, até 1929. 
Durante esse tempo, Lunatcharski esteve envolvido no estabelecimento do primeiro sistema de censura do estado soviético. Colaborou com Aleksandr Bogdanov e Mikhail Gerasimov na criação da Proletkult, um grupo de artistas proletários semi-independentes de vanguarda formal, o que equivalia a apoiar o surgimento de figuras como Vladimir Maiakovski, embora a crítica do movimento da parte de teóricos como Lev Trotski ou Aleksandr Voronski. Ao mesmo tempo, seguindo a linha teórica do próprio Trotski e de Voronski, favoreceu a valorização da herança cultural e artística a respeito da criação de uma nova cultura soviética, o que permitiu o mantimento e reutilização de numerosos edifícios que o novo Estado soviético tinha decidido derrubar para se distanciar do passado tsarista. Ademais, Lunatcharski teve um papel importante no estabelecimento do teatro de drama Bolshoi junto com a Comissária do Povo de Teatros e Espetáculos Públicos de Petrogrado, Maria Andreeva, e junto com Maksim Gorki e Aleksandr Blok. 
Demitiu-se do Comissariado em  abril de 1929, provavelmente por discordar da reforma educacional que estava sendo empregada.  Embora a princípio sua demissão tenha sido negada, acabou por ser substituído do cargo por Andrei Búbnov.

### Carreira diplomática, Morte e Legado
En 1930 Lunatcharski representou a União Soviética na Sociedade das Nações e em 1933, foi nomeado embaixador na Espanha.  
Morreu em Menton (França),  enquanto estava a caminho da Espanha  para desempenhar suas funções como embaixador soviético. Posteriormente, os seus restos foram incinerados e colocados na Necrópole da Muralha do Kremlin, em Moscou. 

### Obras
Lunatcharski foi também um escritor prolífico. Escreveu ensaios literários sobre a obra de numerosos autores como Aleksandr Pushkin, George Bernard Shaw ou Marcel Proust. A sua obra mais importante são, porém, as suas memórias, intituladas Silhuetas revolucionárias. Ademais, é também reconhecido como um perito em arte e um crítico certo, interessado na filosofia marxista como também noutros teóricos como Johann Gottlieb Fichte, Friedrich Nietzsche e Richard Avenarius, e capaz de manter correspondência com figuras significadas da cultura ocidental como Bernard Shaw, Romain Rolland ou Herbert George Wells.

## Outros artigos
- Narkompros
- Proletkult